# Ratno zrakoplovstvo
Ratno zrakoplovstvo je grana oružanih snaga namijenjeno djelovanju iz zraka letjelicama s ili bez ljudske posade. Temeljna zadaća ratnog zrakoplovstva je zaštita, nadzor i obrana zračnog prostora, te djelovanje po ciljevima u zraku, na kopnu i na moru. U združenim operacijama pruža zračnu potporu drugim granama vojske. Vrlo često u oružanim snagama, dio ratnog zrakoplovstva čini protuzračna obrana. Zrakoplovne postrojbe mogu imati različite zadaće: bombardiranje, izviđanje, presretanje, transport, elektroničku borbu i ometanje itd.  
Ratno zrakoplovstva i PZO ostvaruju sljedeće glavne zadaće: 
- nadzor i kontrola sigurnosti zračnog prostora
- postizanje prevlasti u zračnom prostoru, iznad kopna i mora, obrambenim i napadnim djelovanjem
- pružanje pomoći kod, prirodnih, humanitarnih i tehnoloških katastrofa
- operacijama traganja i spašavanja
- potpora nadzoru proliferacije ljudi i materijalnih dobara

## Vanjske poveznice
- zrakoplovstvo Hrvatska enciklopedija
- Ratno zrakoplovstvo Hrvatska tehnička enciklopedija, portal hrvatske tehničke baštine. LZMK